# Київські Джетс
«Київ Джетс» (англ. Kyiv Jets) — команда з американського футболу з міста  Київ , заснована в 2007. Спочатку команда носила назву "Київські Витязі". Являла собою юніорський склад команди до зими 2009 року. Бронзовий призер чемпіонату України 2011 року.

КИЇВ ДЖЕТС СЕЗОН 2009

## Історія
Все почалося 2008 року. Малий Костянтин Володимирович організував тренування для хлопців, яким з часом почав помагати Черепівський Юрій Олександрович. Через певний час з'явилася нова команда — «Вітязі Київ». Першим турніром нової команди була «Арена Бол» в Донецьку. Там були обіграні Луганські Кельти 18:12. У фіналі Вітязі були розбиті Донецькими Варягами 26:0. У команді не відразу з'явилося багато нових учасників тому що на той час Витязі тренувалися в місті Бровари, під Києвом. І добиратися було дуже не зручно.
Незабаром була гра з Мінськими Зубрами — сильною командою з Білорусі. Після тієї гри багато хто закинув футбол — а залишилися лише сильні духом. Потім були ігри зі Слов'янамі, Титанами і Ведмедями а також 2-га перемога року над також молодою командою Вовки з Вінниці 28:8. Під кінець року на Аренабоулі у Вінниці Витязі показали себе вже не тією як раніше легко пробивною, а вже дійсно міцною командою. Поступившись другій команді країни Ведмедям 18:20, третії команді країни Слов'янам 14:30 і виграли гру за 3 місце у тих самих Вовків-господарів турніру 40:28.
Зовсім скоро команда переїде до Києва у неї з'явиться солідний спонсор, буде куплена нова форма, яку привезуть зі Штатів і команда буде перейменована в «Джетс».
Тренерський склад тепер налічує не одну людину як це було у Вітязях. На сегодення в Джетс працюють 8 тренерів, кожен з яких відповідає за «свою» певну роботу.
Ігровий склад команди також сильно змінився, прийшли багато нових гравців.

## Поняття номерів гравців
1-9: квотербек (QB), кікер (K), пантер (P)
10-19: квотербек (QB), кікер (K), пантер (P) і приймає (WR)
20-49: що біжать (RB) і захисники (DB)
50-59: центр (OC) і лайнбекери (LB)
60-79: лайнмени напади (OL) і захисту (DL)
80-89: приймаючі (WR) і тайтенди (TE)
90-99: лайнмени захисту (DL) і лайнбекери (LB)
В таблиці знизу подано імена гравців команди "Київські Джетс" за 2010-2012 роки

## Quarterback(QB)
- Квотербек (quarterback або QB) одержує СНЕП в більшості розіграшів. Квотербек може: 1) вкласти або відкинути м'яч бігущому (running back або RB), 2) кинути м'яч ресиверу (WR) або 3) самостійно бігти. Квотербек — лідер нападу, оголошує команді комбінацію, яку призначив тренер.

| № | Ім'я гравця         | Вік | Номер в команді | Позиція |
| - | ------------------- | --- | --------------- | ------- |
| 1 | Черепівський Максим | 17  | 7               | QB      |
| 2 | Рябошапка Артем     | 25  | 9               | QB      |
| 3 | Данильченко Максим  | 16  | 16              | QB      |

## Wide Receivers(WR) Tight Ends(TE)
- Приймаючий (wide receivers або WR) — перебуває ближче до краю поля. Він спеціалізується на ловлі пасів.

- Тайтенд (Tight ends або TE) — перед розіграшем перебуває поруч із лінією нападу. Під час розіграшу він може грати як приймаючий (ловити пас), так і як гравець лінії нападу (захищаючи квотербека або розчищаючи простір для бігу).

| № | Ім'я гравця         | Вік | Номер в команді | Позиція |
| - | ------------------- | --- | --------------- | ------- |
| 1 | Черепівський Нікита | 21  | 83              | WR      |
| 2 | Сербін Діма         | 30  | 88              | WR      |
| 3 | Конончук Женя       | 19  | 13              | WR      |
| 4 | Панько Вова         | 23  | 80              | WR      |
| 5 | Березной Юра        | 19  | 1               | TE      |
| 6 | Ситник Женя         | 24  | 44              | TE      |
| 7 | ---------- -----    | —   | 89              | WR      |
| 8 | Ігор Орсік          | 23  | 85              | TE      |
| 9 | Тарашкевич Антон    | 26  | 10              | WR      |

## Running back(RB) Halfback (HB) Fullback (FB)
- Той, що біжить (running backs або RB) перебуває позаду від квотербека або поруч з ним і спеціалізується на бігу з м'ячем під час бігових комбінацій. Він також бере участь у блоці, ловить паси й у рідких випадках кидає м'яч іншому гравцю. Якщо команда виставляє двох бігунів у грі, один з них буде хавбек (halfback або HB) або тейлбек (tailback або TB), що з високою ймовірністю буде виконувати винос (бігти з м'ячем). Інший гравець звичайно фулбек (fullback або FB), який переважно бере участь у блоці.

| № | Ім'я гравця      | Вік | Номер в команді | Позиція |
| - | ---------------- | --- | --------------- | ------- |
| 1 | Бржезинский Стас | 17  | 99              | RB      |
| 2 | Поливач Євген    | 20  | 33              | FB      |
| 3 | Іщенко Максим    | 19  | 20              | RB      |
| 4 | Гусеєв Лев       | 28  | 37              | RB      |

## Corner Back(CB) Free Safty(FS) Strong Safty(SS)
- У більшості випадків щонайменше три гравці перебувають на позиції задніх захисників (defensive backs або DB). Вони прикривають приймаючих і намагаються перешкодити завершенню паса. Зрідка вони атакують квотербека.

| № | Ім'я гравця        | Вік | Номер в команді | Позиція |
| - | ------------------ | --- | --------------- | ------- |
| 1 | Шафар Євген        | 18  | 30              | CB      |
| 2 | Хомутовский Євген  | 25  | 27              | CB      |
| 3 | Каменчук Олександр | 19  | 25              | CB      |
| 4 | Якимчук Андрій     | 19  | 41              | FS      |
| 5 | Єретнюк Діма       | 20  | 22              | SS      |
| 6 | Андрій Тимошенко   | 20  | 21              | CB      |

## Linebackers(LB)
- Інших гравців захисту називають лайнбекерами (linebackers або LB). Вони розташовуються перед сутичкою між лінією захисту й задніми захисниками і можуть як захоплювати квотербека, так і прикривати потенційних приймаючих.

| № | Ім'я гравця          | Вік | Номер в команді | Позиція |
| - | -------------------- | --- | --------------- | ------- |
| 1 | Буділов Сергій       | 26  | 52              | LB      |
| 2 | Морус Сергій         | 22  | 59              | LB      |
| 3 | Новосьолов Олександр | 20  | 53              | LB      |
| 4 | Тимур Тедеєв         | 19  | 56              | LB      |

## Defensive (End) Defensive Tackl(DT)
- Лінія захисту (defensive line або DL) може містити в собі від трьох до шести гравців, розташованих напроти лінії нападу. Вони намагаються зупинити гравця з м'ячем, до того, як він зможе принести ярди команді нападу, або блокувати квотербека до того, як він зможе виконати пас.

| № | Ім'я гравця            | Вік | Номер в команді | Позиція |
| - | ---------------------- | --- | --------------- | ------- |
|   |                        |     |                 |         |
| 2 | Міщенко Костя          | 18  | 77              | DT      |
| 3 | Примачок Андрій        | 22  | 92              | DE      |
| 4 | Бржезинський Володимир | —   | 96              | DE      |
| 5 | Чабаненко Руслан       | 31  | 50              | DE      |
|   |                        |     |                 |         |

## Offensive Line (OL) Centr (OC)
- Лінія нападу (offensive line або OL) складається з п'яти гравців, завдання яких захистити пасуючих гравців, і розчистити шлях для бігу, розсунувши гравців захисту. За винятком центрального гравця (центра або OC), лайнмени нападу зазвичай не торкаються м'яча

| № | Ім'я гравця         | Вік | Номер в команді | Позиція |
| - | ------------------- | --- | --------------- | ------- |
| 1 | Кіриєнко Євген      | —   | 95              | OL      |
| 2 | Ліщетович Олександр | 17  | 90              | OL      |
| 3 | Ніжинський Влад     | 20  | 67              | OL      |
| 4 | Білорі Веніамін     | 27  | 78              | OL      |
| 5 | Куц Георгій         | 32  | 70              | OL      |
| 6 | Спаський Борис      | 24  | 51              | OC      |
| 7 | Вітольд Сировий     | 24  | 69              | OC      |
| 8 | Ремінський Богдан   | 24  | 66              | OL      |